# الدوري الإيطالي 1965–66
الدوري الإيطالي لكرة القدم 1965–1966 هو الموسم السادس والثلاثون من الدوري الإيطالي الدرجة الأولى سيريا أي.